# Reid Carruthers
Reid Carruthers (Winnipeg, 30 de diciembre de 1984) es un deportista canadiense que compite en curling.
Ganó una medalla de oro en el Campeonato Mundial de Curling Masculino de 2011 y una medalla de plata en el Campeonato Mundial de Curling Mixto Doble de 2017.

## Palmarés internacional
| Campeonato Mundial             | Campeonato Mundial  | Campeonato Mundial | Campeonato Mundial |
| Año                            | Lugar               | Medalla            | Prueba             |
| ------------------------------ | ------------------- | ------------------ | ------------------ |
| 2011                           | Regina (Canadá)     | Medalla de oro     | Equipo             |
| Campeonato Mundial Mixto Doble |                     |                    |                    |
| Año                            | Lugar               | Medalla            | Prueba             |
| 2017                           | Lethbridge (Canadá) | Medalla de plata   | Mixto doble        |